# Arnold Bakery
Die Arnold Bakery (Arnold-Bäckerei), auch bekannt als Southern Barber Shop, ist ein historisches Geschäftsgebäude in Austin, Texas. Es liegt im östlichen Teil des Zentrums von Austin und wurde um 1890 errichtet. Das Gebäude wurde nicht nur als Bäckerei genutzt, sondern diente der afroamerikanischen Gemeinschaft im Verlauf des 20. Jahrhunderts auch zu vielen anderen Zwecken, unter anderem als Essensraum und als Künstleratelier mit Wohnmöglichkeit. Im Jahre 2000 wurde das zerfallende Gebäude im Rahmen eines Stadterneuerungs-Projekts von der Austin Revitalization Authority erworben und anschließend an ein örtliches Designunternehmen verkauft, das das Gebäude von 2002 bis 2003 renovierte. 2004 wurde das Gebäude ins National Register of Historic Places aufgenommen.